# Lungomare (singolo)
Lungomare è il terzo singolo estratto dall'album Scimmie di Marco Masini, scritto con Giuseppe Dati e Mario Manzani e pubblicato nell'estate del '99.

## Tracce
1. Lungomare - (3:56)